# Нгуен Хунг Ан
Нгуен Хунг Ан или Андрей Хунгович Нгуен (вьет. Nguyễn Hùng Anh; 10 декабря 1998, Элиста, Калмыкия, Россия) — вьетнамский футболист российского происхождения, полузащитник.

## Клубная карьера
В 6 лет отец привёл его в московскую футбольную школу «Москвич». В 2010 году его семья переехала в город Дзержинский Московской области, там он выступал за клуб «Орбита-Юниор». В 2015 году с отцом прилетели во Вьетнам, но не получилось найти команду, в 2018 году он решает продолжить карьеру во Вьетнаме. В 2019 году Нгуен подписал контракт с вьетнамским клубом «Хайфон». 5 июля 2020 года дебютировал в чемпионате Вьетнама в матче между клубами «Хайфон» и «Сайгон».

## Личная жизнь
Учился на третьем курсе Московского авиационного института на специальности авиационного инженера, однако в 2019 году бросил учёбу из-за футбола, когда переехал во Вьетнам. Бабушка и дедушка по состоянию на 2021 год жили в Ханое.